# L'Anneau de Moebius
L'Anneau de Moebius est un roman écrit par Franck Thilliez et paru en 2008 aux Éditions du Passage puis Pocket.

## L'intrigue
Stéphane Kismet travaille comme créateur de monstres pour le cinéma. Depuis toujours, il a des visions prémonitoires. Celles-ci deviennent inquiétantes lorsque Stéphane se rend compte qu'il va être poursuivi pour un meurtre... L'a-t-il commis ?
Pendant ce temps, Victor Marchal, jeune flic, jeune marié et futur père, enquête sur une série de meurtres particuliers : une ancienne actrice porno torturée et une enquête qui le mène vers la monstruosité. Mais, n'est-il pas pire monstre que celui qui ressemble à un ange ?

## Éditions
- Franck Thilliez, L'Anneau de Moebius, éditions Le Passage, coll. « Thriller », Paris et New York, 2 octobre 2008, 539 p.,  (ISBN 978-2-84742-122-4), (BNF 41407350).
- Franck Thilliez, L'Anneau de Moebius, éditions Pocket, coll. « Thriller », Paris, 8 octobre 2009, 596 p.,  (ISBN 978-2-266-18877-7), [pas d'enregistrement BNF].

## Livre audio
- Franck Thilliez (auteur) et Philippe Allard (narrateur), L'Anneau de Moebius, Paris, Audiolib, 11 février 2009 (ISBN 978-2-35641-056-6, BNF 41418873)Support : 2 disques compacts audio MP3 ; durée : 13 h 33 min environ ; référence éditeur : Audiolib 25 0057 7. La narration du roman est suivie d'un entretien sonore de 25 minutes avec Franck Thilliez.